# Wolfram von Freising

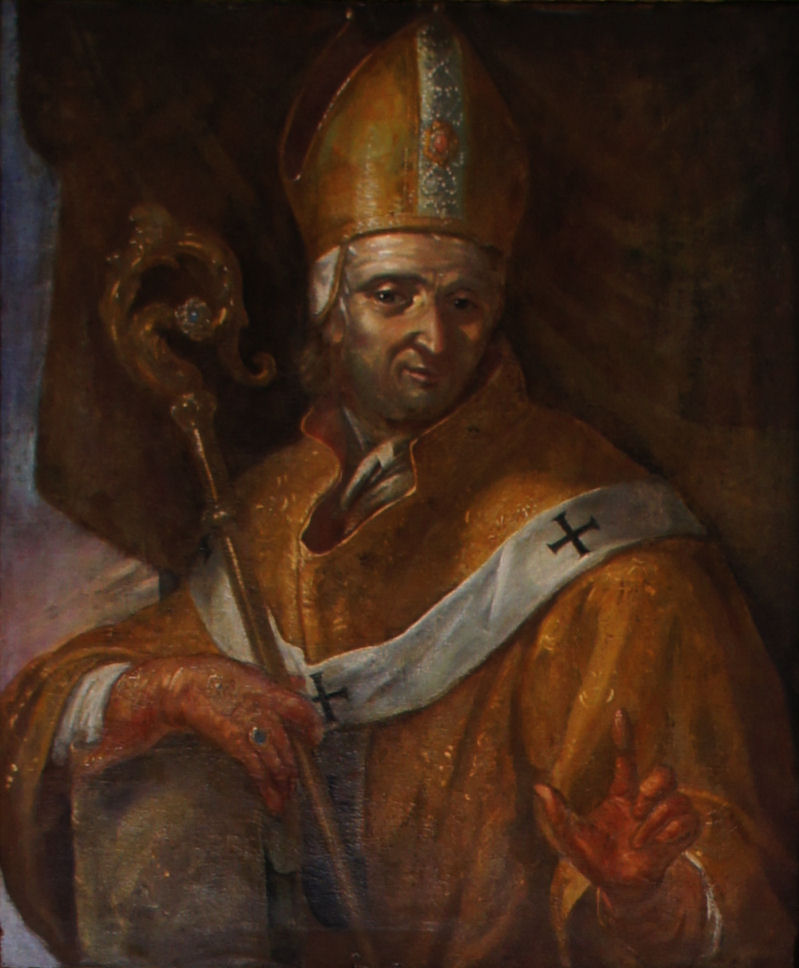
Wolfram auf einem Gemälde im Fürstengang Freising

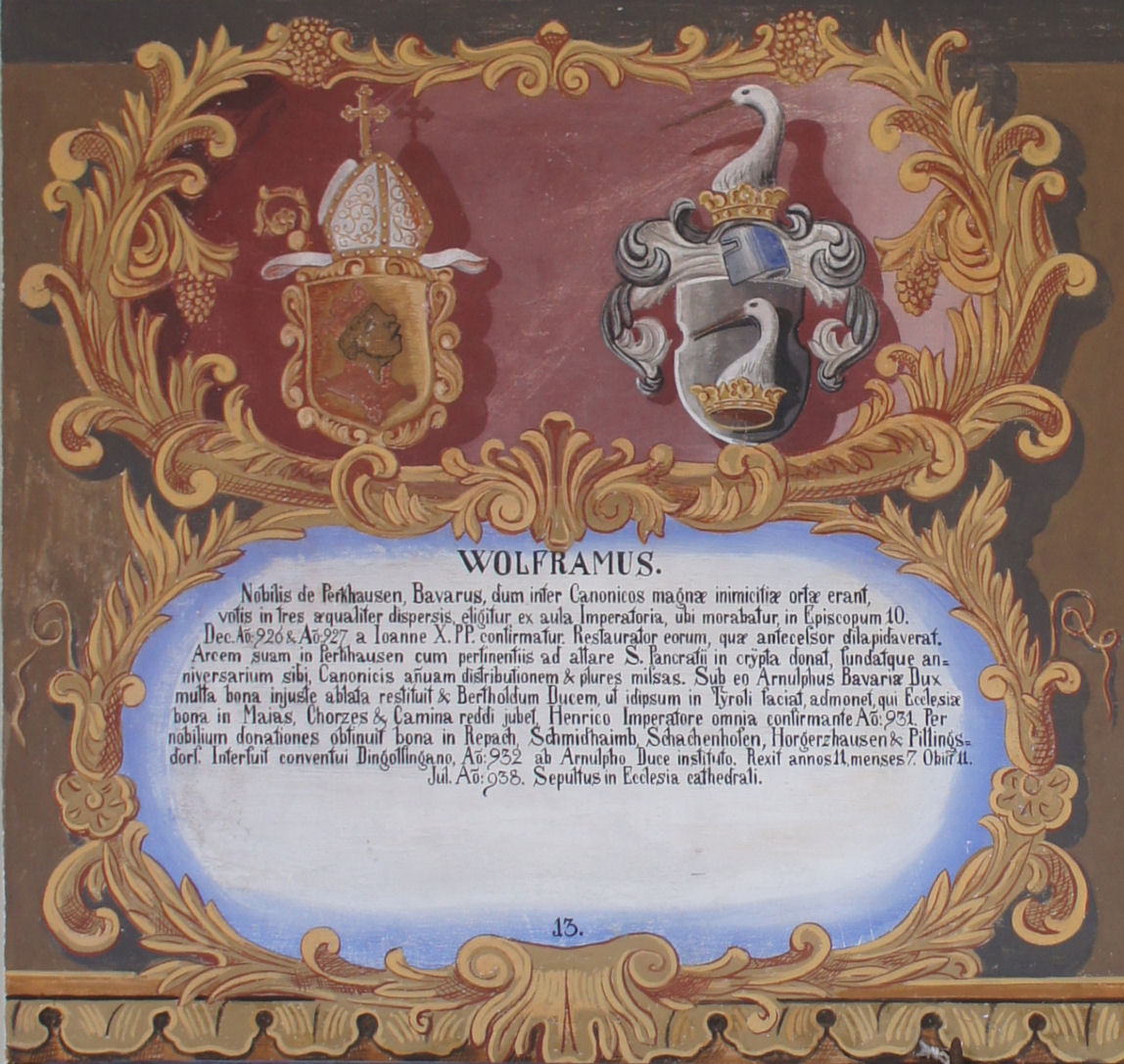
Wappentafel von Wolfram im Fürstengang Freising

Wolfram von Freising († 9. Juni 937 in Freising) war seit dem Jahr 926 Bischof von Freising.
Er konnte die wirtschaftliche Stabilisierung des im Jahr 909 von den Ungarn geplünderten Bistums Freising erreichen und legte so den Grundstock für den späteren Aufstieg Freisings zum Hochstift.